# سلو دیالو
سلو دیالو (انگلیسی: Selu Diallo؛ زادهٔ ۱ اکتبر ۲۰۰۳) بازیکن فوتبال اهل گینه است که در حال حاضر به صورت قرضی از باشگاه فوتبال دپورتیوو آلاوس برای باشگاه فوتبال اتلتیکو مادرید بی بازی می‌کند. 
از باشگاه‌هایی که در آن بازی کرده است می‌توان به باشگاه فوتبال دپورتیوو آلاوس اشاره کرد.
وی همچنین در تیم ملی فوتبال زیر ۲۳ سال گینه بازی کرده است.